# Stopy pod Smrkem
Stopy pod Smrkem (původně Stopy NMpS, kdy NMpS jsou počáteční písmena názvu Nové Město pod Smrkem) je síť strojově upravených lyžařských cest v okolí Nového Města pod Smrkem ve Frýdlantském výběžku. Trasy jsou rozděleny do několika okruhů pojmenovaných obvykle podle barev. Tyto okruhy na sebe však vzájemně navazují. Celková délka upravených tras dosahuje 20 kilometrů a výškový rozdíl mezi nejnižším a nejvyšším místem dosahuje 119 metrů.

## O projektu
Projekt upravování lyžařských stop v okolí Nového Města pod Smrkem je veřejně prospěšného neziskového charakteru a jeho počátky se datují k roku 2009, kdy vznikl jako občanská iniciativa (snaha dobrovolníků a lyžařských nadšenců z oblastí Nového Města pod Smrkem a Lázní Libverda). O řezání lyžařských stop na tratích a úpravu značení těchto tras se stará skupina dobrovolníků sdružených kolem Svazku obcí Smrk. K úpravám stop je využíván sněžný skútr, který byl k tomuto účelu zakoupen.

### Historie

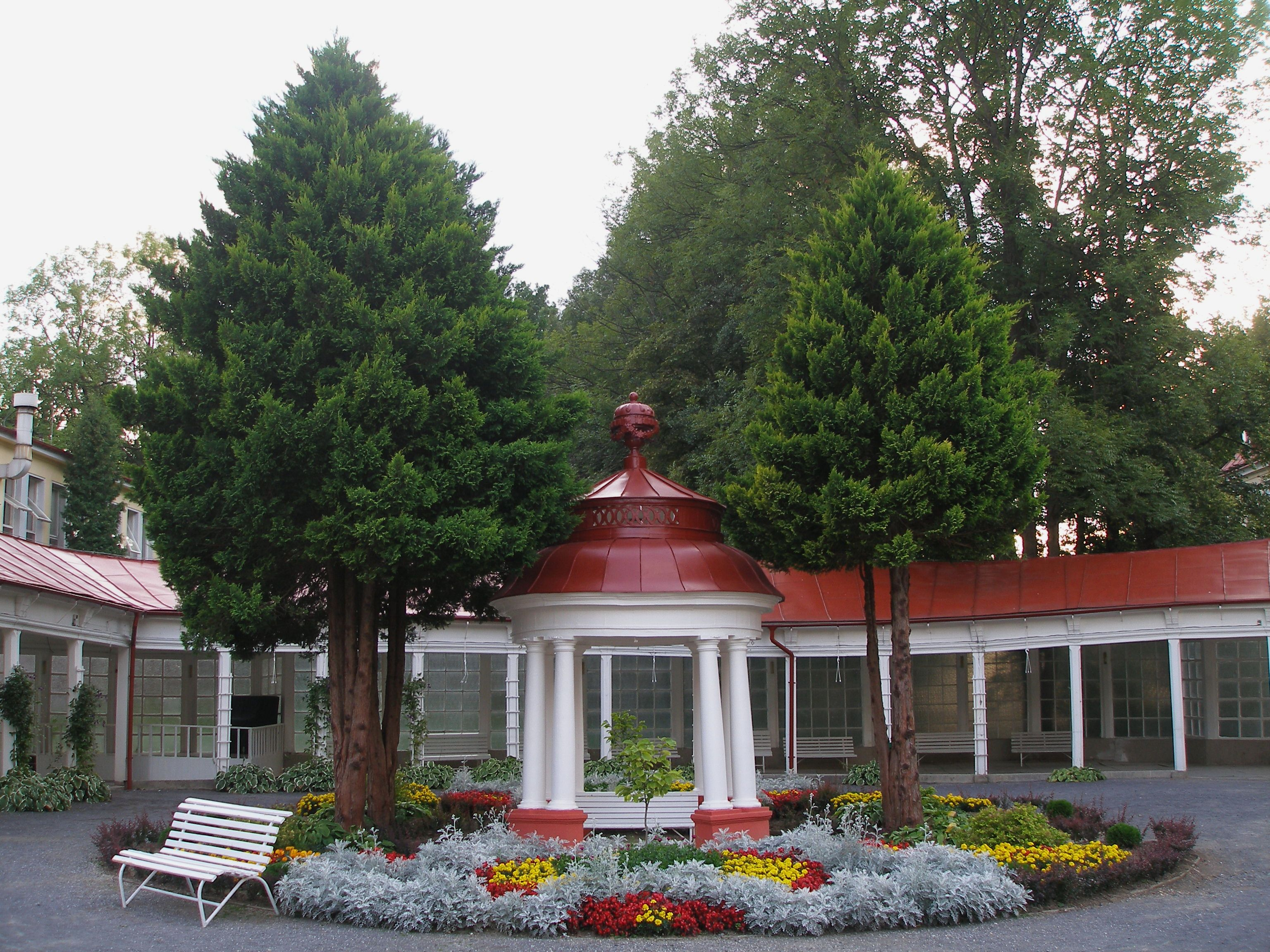
Kolonáda v Lázních Libverdě

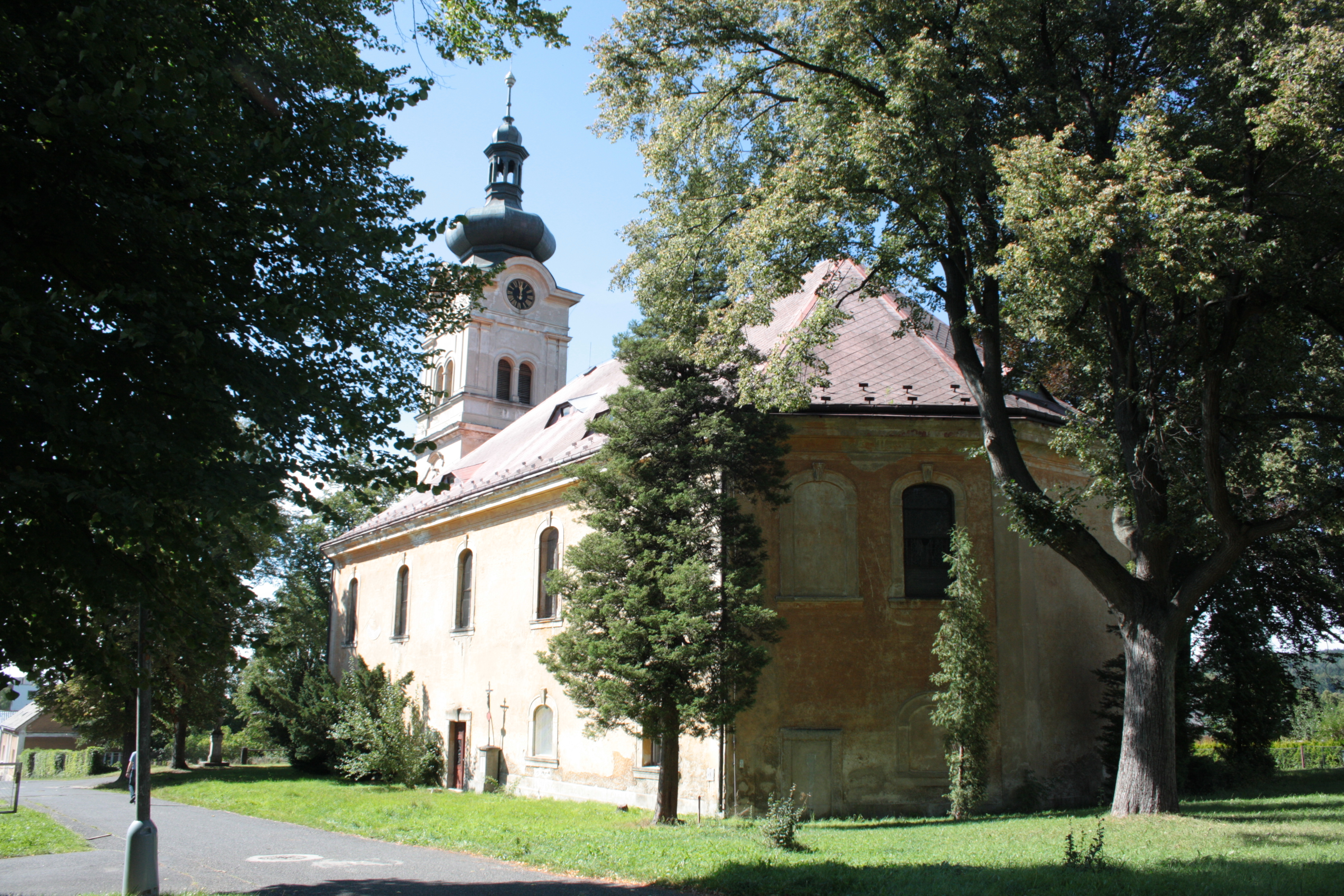
Kostel svaté Kateřiny v Novém Městě pod Smrkem

V první sezóně, tedy na přelomu let 2009 a 2010, se o úpravu stop starali dobrovolníci Svazku obcí Smrk ve spolupráci s Horským spolkem Lázně Libverda. V okolí Nového Města pod Smrkem bylo tehdy připraveno necelých 10 km lyžařských okruhů a v okolí Lázní Libverda bezmála 5 km. Obě lokality však nebyly vzájemně propojené a k jejich spojení se používala část Jizerské magistrály (v úseku od nástupního místa v Novém Městě pod Smrkem – u Spálené hospody k rozcestí u Červeného buku). Odtud byla trasa vedena k chatě Hubertka a poté spojovací cestou do Lázní Libverda.
Obdobným způsobem a ve stejném rozsahu byly stopy upravovány i v následující sezóně, tedy na přelomu let 2010 a 2011. Před následující zimní sezónou (2011/2012) se rozšířil počet kilometrů upravovaných stop v okolí Nového Města pod Smrkem (na nynějších 20 km) a zároveň se změnilo vedení jednotlivých tras. Pro vzájemné odlišení těchto tras bylo zavedeno jejich barevného značení, jež má v terénu podobu barevných pásků umístěných na stromech či sloupech elektrického vedení. K prezentaci projektu a ke sdělování aktualit o situaci na lyžařských okruzích byl zřízen profil na sociální síti Facebook.

### Projekt Stopy NMpS
Od zimní sezóny 2012/2013 se k dobrovolníkům pečujícím o lyžařské tratě připojil dobrovolnický tým Stopy NMpS složený z místních lyžařských nadšenců. Byl vytvořen projekt, jenž získal od nadace O2 Think Big finanční podporu ve výši 53 000 Kč na vytvoření orientačního systému sestávající z velkoformátových přehledových map na nástupních místech a zbudováním dřevěných sloupků s ukazateli umístěnými na jednotlivých trasách. To má přispět ke zvýšení povědomí o upravovaných lyžařských stopách v okolí Nového Města pod Smrkem a také k rozšíření možností zimního sportování na Frýdlantsku.

### Projekt Stopy pod Smrkem
Od jara roku 2013 probíhá postupné přejmenování původního projektu Stopy NMpS na nový název Stopy pod Smrkem z důvodu snazší zapamatovatelnosti názvu a zároveň s ohledem na plánované další rozšíření tras. V souladu s touto změnou došlo k přejmenování facebookového profilu a zároveň založení oficiální www stránky nesoucí nové jméno. Postupem času dochází k přejmenování ostatních materiálů týkajících se Stop pod Smrkem. Zároveň byl přihlášen projekt pod stejnojmenným názvem do programu O2 Think Big, díky němuž by se upravované stopy měly, v případě jeho podpoření nadací, rozšířit o dalších přibližně 25 km a mělo by dojít k propojení s upravovanými stopami v okolí Lázní Libverda.

## Síť tras

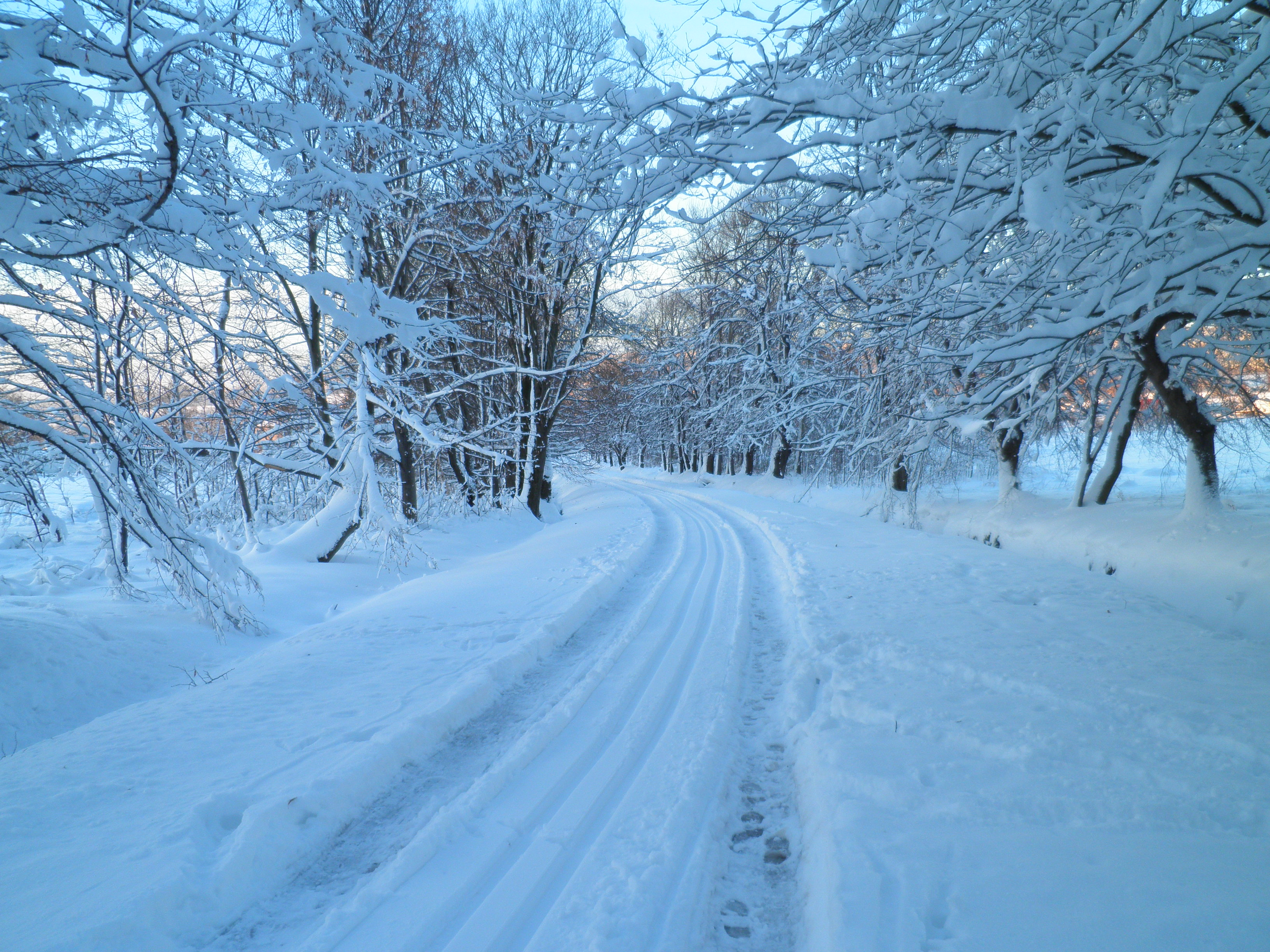
Ukázka upravené stopy v okolí Nového Města pod Smrkem

Celá síť lyžařských stop v okolí Nového Města pod Smrkem je rozdělena do okruhů, které na sebe navazují v nástupních místech. K přesunu mezi trasami však lze využít i propojovacích úseků mezi těmito trasami. Všechny okruhy jsou barevně odlišeny a na místech rozcestí jsou umístěny sloupky se směrovými ukazateli pro snadnější orientaci.

### Nástupní místa
K přístupu na trasy Stop pod Smrkem se využívá nástupních míst situovaných u automobilem dostupných parkovišť:
- nástupní místo U Spálené hospody v Novém Městě pod Smrkem (50°54′53″ s. š., 15°14′10″ v. d.) – parkoviště se nachází u místního fotbalového hřiště a vstupuje se odtud do zeleného a žlutého okruhu. Za dostatečné sněhové pokrývky lze odtud nastoupit i na Jizerskou magistrálu.
- nástupní místo Nad koupalištěm v Novém Městě pod Smrkem (50°55′39″ s. š., 15°14′38″ v. d.) – trasy začínají přímo od zdejšího parkoviště a lze zde začít modrý nebo červený okruh.

Obě místa jsou vybavena přehledovými mapami a rozcestníky jednotlivých tras.

### Popis okruhů
- Červený trasa – celková délka 6 385 m, maximální převýšení 119 m. Nástupní místo pro červený okruh je společné s modrým okruhem a je situováno na parkovišti nad koupalištěm. Trasa vede nejprve po louce, pak lesem, dále kolem tří radioaktivních pramenů (Rafael, Samuel a Michael) a v závěru po zpevněné lesní cestě. Na trase jsou dvě mírná stoupání.

- Modrý trasa – celková délka 4 442 m, maximální převýšení je 56 m. Nástupní místo je na parkovišti nad koupalištěm. Počáteční metry trasy jsou vedeny po louce, pak následuje zpevněná lesní cesta k Oslímu buku (stoupání lesem), na něž navazuje sjezd po lesní cestě až na singltrek, po němž trasa pokračuje zpět na novoměstské koupaliště. Červený a modrý okruh se spojují u Oslího buku a u začátku modré trasy singltreku.

- Žlutá trasa – délka trasy je 2 986 m, převýšení 53 m. Vhodným nástupním místem je parkoviště u Kyselky, kde trasa vede přes louku. Celý okruh má tvar přesýpacích hodin a je veden po louce, ze které je za příznivého počasí výhled na celé Nové Město pod Smrkem.

- Zelený trasa – délka okruhu je 3 165 m, převýšení 74 m. Nástupní místo je u místních zahrádek nebo na kopci u vodárny, kde lze pokračovat ze žlutého okruhu. Trasa vede cele po louce, a sice podél lesa u Ludvíkova pod Smrkem a po Poutní (Staré Slezské) cestě zpět. U Poutní cesty stojí Neumannův křížek.

- Rybízové kolečko – délka trasy 1 183 m, převýšení 27 m. Rybízové kolečko je okruh začínající a končící na červené trase pod lesem. Je veden okolo rybízové plantáže, podle které je i pojmenován

- Černá trasa – délka 835 m, převýšení 15 m. Slouží jako spojovací trasa mezi modrým a žlutým okruhem. Začíná na koupališti, kříží Celní ulici, což je hlavní silniční tah na Polsko, a proto je zde nutné lyže sundat, dále pokračuje po louce až ke žlutému okruhu.

### Náročnost
Trasy jsou vhodné pro všechny lyžaře bez ohledu na jejich věk a fyzickou zdatnost. Přínosné jsou zvláště pro rekreační lyžaře nebo rodiny s dětmi. V okolí tras lze zahlédnout historické pomníčky, prameny přírodních léčivých vod a nalézt lze i místa s výhledem na Jizerské hory a okolí.